# パラソル大隊
パラソル大隊（ポーランド語: Batalion Parasol）とは、第二次世界大戦中に対独抵抗組織であるポーランド国内軍が有した部隊の1つ。パラソル大隊の隊員は、その大半がシャレ・シェレギ（Szare Szeregi, 「灰色の隊列」。スカウト運動のメンバーによる抵抗運動組織）出身者だった。1944年のワルシャワ蜂起では、ラドスロウ・グループの一部として市街に展開した。

## 歴史
1943年、国内軍組織の整理を担当していた特殊部隊チホチェムニ隊員アダム・ボリス大尉は、新たな部局としてアガットを設置した。アガット（Agat）とは「対ゲシュタポ」（ポーランド語: Anty-Gestapo）の略語であった。隊員タデウシュ・コストルシェフスキー（Tadeusz Kostrzewski）の逮捕を経て、1944年1月2日には名称をペガス（Pegaz）と改めた。この名称はポーランド語でペガサスを意味するが、同時に「反ゲシュタポ」（ポーランド語: Przeciw Gestapo）の略語でもあった。その後、更なる隊員の摘発を経て、部隊はパラソル大隊として再編された。「パラソル」という名称は落下傘を意識したもので、将来的にはポーランド第1独立落下傘旅団に合流することを予定していた。
パラソル大隊は1943年から1944年にかけて複数の軍事作戦を実施した。ワルシャワ地区の統治に参加していたゲシュタポ将校や総督府高官の暗殺もパラソル大隊の任務であった。複数実施された暗殺計画の中でも特に有名なのは、ワルシャワ地区の親衛隊及び警察指導者フランツ・クッチェラ少将の暗殺であろう（クッチェラ作戦）。1944年2月、クッチェラはワルシャワ地区中央にあった親衛隊庁舎前にて射殺された。
大隊の指揮官としては、元詩人のヨゼフ・シュテパインスキーが特に知られる。
ポーランド軍の特殊部隊であるJWKのC支隊は、パラソル大隊の伝統を受け継いでいる。

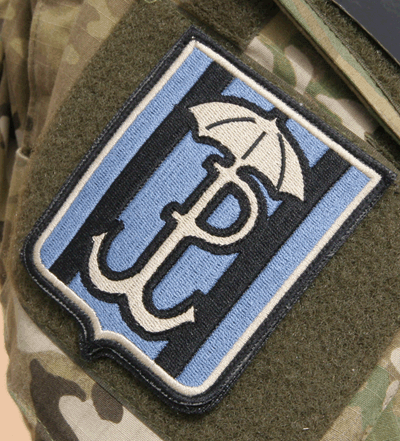
JWKのC支隊の部隊章